# USS Mindoro (CVE-120)
USS Mindoro (CVE-120) là một tàu sân bay hộ tống lớp Commencement Bay được Hải quân Hoa Kỳ chế tạo trong Chiến tranh Thế giới thứ hai. Nó là chiếc tàu chiến thứ ba của Hải quân Mỹ được đặt theo đảo Mindoro tại Philippines, nơi diễn ra Trận Mindoro vào cuối năm 1944. Nhập biên chế khi Thế Chiến II đã kết thúc, con tàu tiếp tục phục vụ sau đó trong cuộc Chiến tranh Lạnh cho đến khi xuất biên chế năm 1955. Đang khi trong thành phần dự bị, nó được xếp lại lớp như một tàu vận chuyển máy bay AKV-20 vào năm 1959, nhưng lại rút đăng bạ ngay sau đó và bị bán tháo dỡ năm 1960.

## Thiết kế và chế tạo
Mindoro được đặt lườn tại xưởng tàu của hãng Todd Pacific Shipyards ở Tacoma, Washington vào ngày 2 tháng 1 năm 1945. Nó được hạ thủy vào ngày 27 tháng 6 năm 1945; được đỡ đầu bởi bà R. L. Bowman, và nhập biên chế vào ngày 4 tháng 12 năm 1945 dưới quyền chỉ huy của Hạm trưởng, Đại tá Hải quân Edwin R. Peck.

## Lịch sử hoạt động
Mindoro tiến hành chạy thử máy dọc theo vùng bờ Tây từ ngày 10 đến ngày 29 tháng 12 năm 1945, đặt căn cứ tại thời tại San Diego, California trước khi băng qua kênh đào Panama vào ngày 30 tháng 1 năm 1946 để chuyển sang vùng bờ Đông, đi đến Norfolk, Virginia vào ngày 15 tháng 2. Được phân về Đội tàu sân bay 14, nó bắt đầu hoạt động huấn luyện tàu sân bay dọc theo vùng bờ Đông, và đến tháng 5 đã tham gia cùng các tàu chiến thuộc Đệ Bát hạm đội để tập trận tại vùng biển quần đảo Tây Ấn. Trong thời gian còn lại của năm, nó hoạt động tại khu vực Đại Tây Dương kéo dài từ New England cho đến vịnh Guantánamo, Cuba để huấn luyện phi công hải quân và thực hành tìm-diệt tàu ngầm.
Trong chín năm tiếp theo, Mindoro tiếp tục một chương trình huấn luyện và tập trận bận rộn từ cảng nhà Norfolk, phạm vi hoạt động của nó trải rộng từ eo biển Davis giữa Canada và Greenland ở phía Bắc cho đến vùng biển Caribe ở phía Nam, và vượt Đại Tây Dương sang tận quần đảo Anh và Địa Trung Hải. Vào các năm 1950 và 1954, nó được phái sang Địa Trung Hải để phục vụ cùng Đệ Lục hạm đội.
Vào năm 1955, sau khi hoàn tất một đợt tập trận ngoài khơi Virginia Capes, Mindoro đi đến Boston, Massachusetts vào ngày 17 tháng 1, nơi nó được cho xuất biên chế vào ngày 4 tháng 8, 1955, và đưa về Hạm đội Dự bị Đại Tây Dương. Đang khi trong thành phần dự bị, nó được xếp lại lớp như một tàu vận chuyển hàng hóa và máy bay mang ký hiệu AKV-20 vào ngày 7 tháng 5, 1959, nhưng không bao giờ hoạt động trở lại. Tên nó được cho rút khỏi danh sách Đăng bạ Hải quân vào ngày 1 tháng 12, 1959; và con tàu được bán vào tháng 6, 1960 để tháo dỡ tại Hong Kong.